# 狮子王 (意大利)
狮子王（意大利原题：Simba, il magico leone；英文片名：Simba, The King Lion）是一部意大利蒙托电视有限公司（Mondo TV）出品的电视动画片，长度52集。中国大陆中央电视台于1997年引进了此动画片，目前仍有不少怀旧剧迷。
- 原作、导演、制片：奥·科拉迪
- 改编：米·海贝尔
- 动画设计：里·科拉迪
- 动画导演：吉·俊·奥凯
- 艺术指导：吉·贝托齐

后有续作向世界杯进军（意大利原题：Simba Jr. re del football；英文片名：Simba Jr. Goes to NY & The World Cup），长度为26集。中央电视台于2008年播出了此续集。
虽然本剧的主角辛巴（Simba），和迪士尼的经典动画长片狮子王重名，但两剧的故事完全不同。在本剧一开始，辛巴的父亲森林之王被偷猎者射杀，森林王位受到老虎的觊觎。辛巴在狼妈妈、小鹿斑比（最好的朋友和军师）及众多朋友的陪伴下，经过种种磨难，击败老虎登上了森林之王的宝座。

## 相关链接
- 官方网页：本作（意大利语）（英语）、续作（意大利语）（英语）
- 央视网站的网页：